# 2019 aux Tonga
Cet article présente les faits marquants de l'année 2019 aux Tonga.

## Évènements

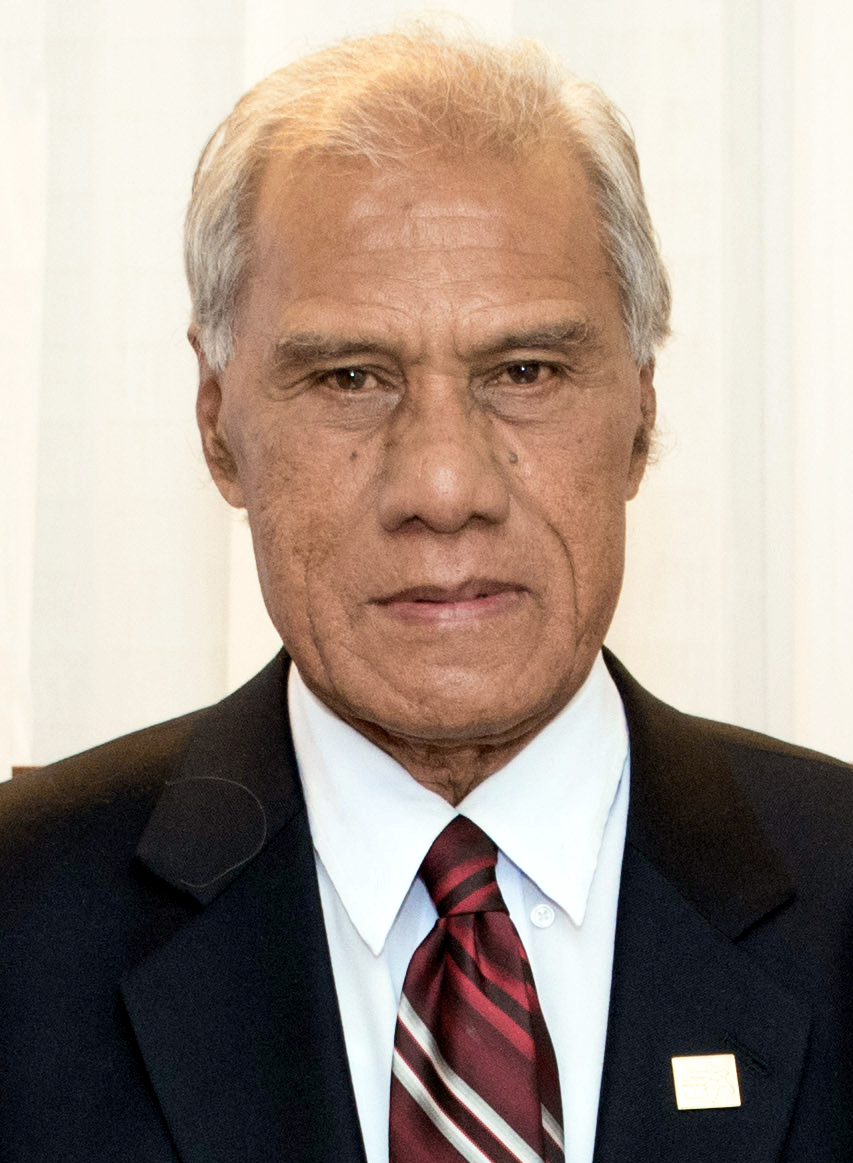
Principale figure historique du mouvement pour la démocratie aux Tonga, ʻAkilisi Pohiva meurt dans l'exercice de sa fonction de Premier ministre en septembre.

- 12 septembre : mort d'ʻAkilisi Pohiva (né le 7 avril 1941), Premier ministre en exercice et principale figure historique du mouvement pour la démocratie dans son pays ; mort d'une pneumonie[1].